# 미야모리역
미야모리역(일본어: 宮守駅)은 일본 이와테현 도노시에 위치한 동일본 여객철도 가마이시 선의 철도역이다. 섬식 승강장 1면 2선의 구조를 갖춘 지상역이다.

## 타는 곳
| 1 | ■ 가마이시 선 | 상행 | 하나마키 방면        |
| 2 | ■ 가마이시 선 | 하행 | 도노 · 가마이시 방면 |

## 이용 현황
| 연도     | 1일 평균 | 연도     | 1일 평균 |
| 2000년도 | 279      | 2007년도 | 189      |
| 2001년도 | 248      | 2008년도 | 173      |
| 2002년도 | 236      | 2009년도 | 145      |
| 2003년도 | 207      | 2010년도 | 128      |
| 2004년도 | 231      | 2011년도 | 116      |
| 2005년도 | 183      | 2012년도 | 111      |
| 2006년도 | 189      |          |          |
| -------- | -------- | -------- | -------- |

## 역 주변
- 국도 제107호선
- 국도 제283호선
- 도노 시청 미야모리 종합 지소

## 인접 역
| 동일본 여객철도 가마이시 선 | 동일본 여객철도 가마이시 선   | 동일본 여객철도 가마이시 선  |
| --------------------------- | ----------------------------- | ---------------------------- |
| 쓰치자와 모리오카 방면      | ■ 가마이시 선 쾌속 '하마유리' | 도노 가마이시 방면           |
| 이와네바시 하나마키 방면    | ■ 가마이시 선 보통            | 가시와기다이라 가마이시 방면 |